# Dahl puri

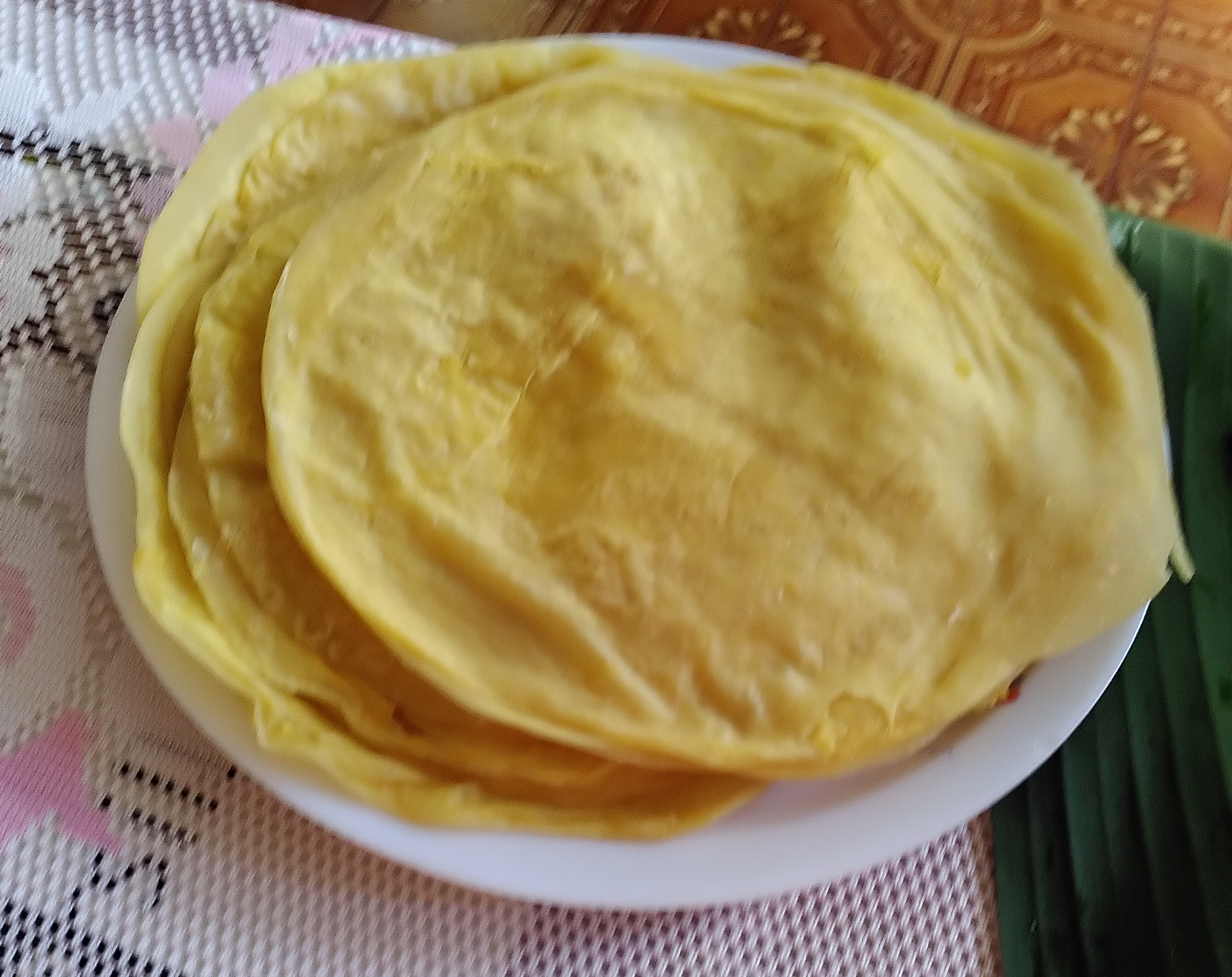
Dhal puri.

Le dahl puri (parfois orthographié dhalpuri à Trinité et Tobago ou dholl puri à Maurice) est une galette (un puri) à base de pois cassés (dal) originaire d'Inde, qui fait partie de la cuisine mauricienne et de la cuisine antillaise,.

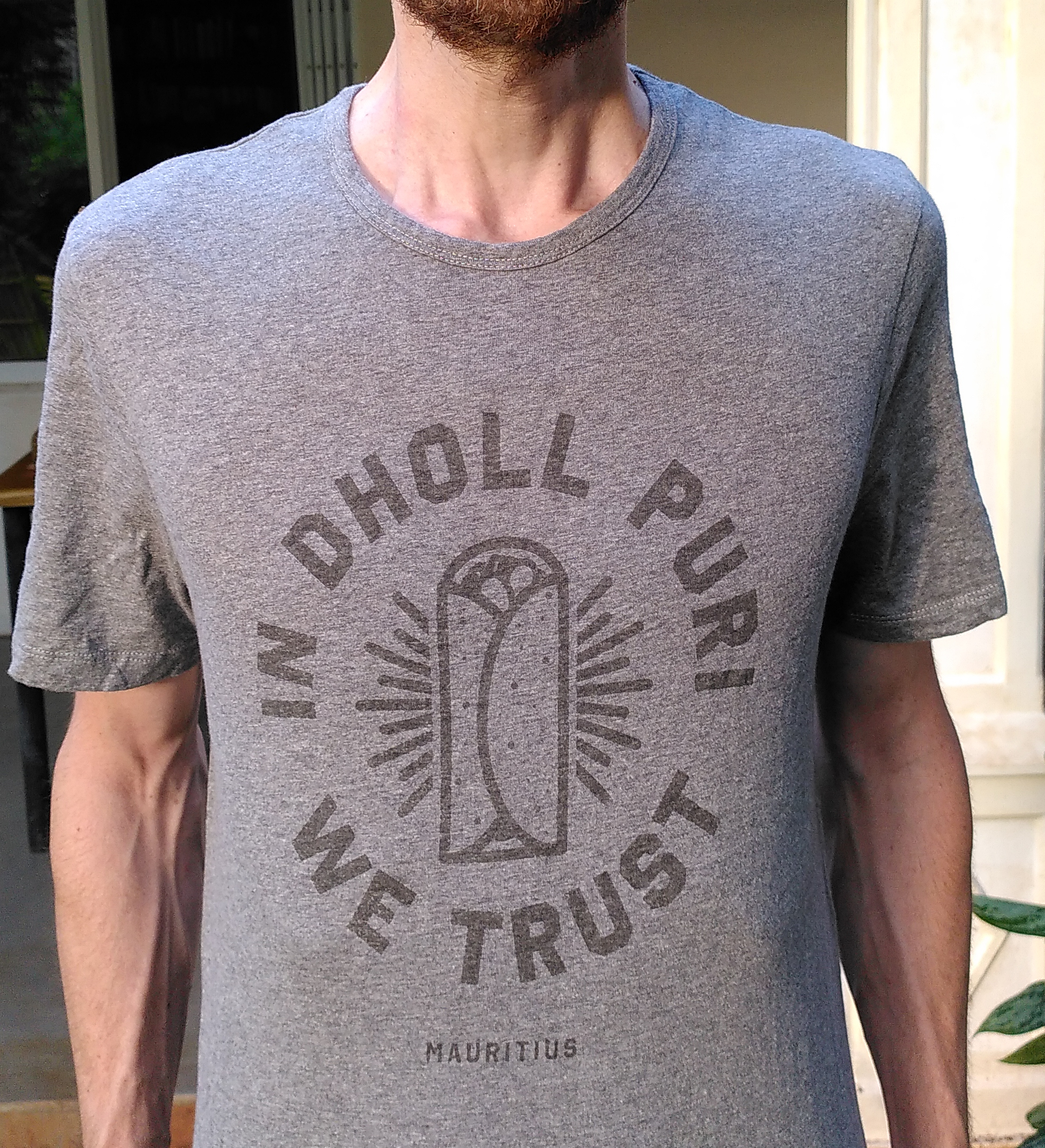
Le dholl puri est une icône à Maurice.